# Henri IV de Vaudémont
Henri IV de Vaudémont, mort le 26 août 1346 à la bataille de Crécy, fut comte de Vaudémont. Il était fils d'Henri III, comte de Vaudémont, et d'Isabelle de Lorraine.
D'après les chartes, il semble associé à son père dès 1333, qui approche de la soixantaine. Il meurt avant lui, à la bataille de Crécy. C'est à sa sœur Marguerite, épouse d' Anseau, Sire de Joinville, que revient le comté, lequel le transmet à ses descendants.

## Mariage
Selon un chroniqueur anonyme, il aurait épousé Marie de Luxembourg, fille à Hanri le très noble empereur, qui est identifié à l'empereur Henri VII de Luxembourg. Mais cette information n'est pas confirmée par d'autres chroniques contemporaines, et ce mariage n'est pas du tout retenu par les historiens. L'empereur Henri VII a bien eu une fille nommée Marie de Luxembourg (°1305 † 1324), mais celle-ci fut mariée au roi Charles IV de France, et ne peut être la même.
Par contre c'est le neveu du comte, Henri V de Vaudémont, fils de sa sœur Marguerite de Vaudémont (°1305 † 1333), connu aussi sous le nom d'Henri de Joinville, qui a bien épousé en 1347 une Marie de Luxembourg. Mais cette dernière n'est pas non plus la fille de l'empereur Henri VII mais celle de Jean de Luxembourg, comte de Ligny, et d'Alix de Dampierre.

## Sources
- Michel François, Histoire des comtes et du comté de Vaudémont des origines à 1473, Nancy, Imprimeries A. Humblot et Cie, 1935, 459 p. [détail des éditions]